# Воларович, Георгий Павлович
Георгий Павлович Воларо́вич (24 апреля [7 мая] 1907, Москва — 23 апреля 1999, там же) — советский учёный-геолог, заслуженный деятель науки и техники РСФСР (1969).

## Биография
Родился 24 апреля (7 мая) 1907 года в городе Москва, в семье горного инженера-геолога Павла Георгиевича Воларовича и Юлии Петровны Воларович.
В 1917—1920 годах учился в Пятой московской гимназии, затем в Московской опытно-показательной школе 2 ступени, которую окончил в 1925 году.
За успешное окончание школы был командирован в Ленинградский горный институт, который окончил в феврале 1930 года по минералогической специальности.
Работал начальником геологической партии в Дальневосточном геологическом управлении и старшим научным сотрудником ДВФАН.
В результате его поисковых работ открыты месторождения свинца, цинка, золота и олова, в том числе группа крупных месторождений олова в Кавалеровском районе Приморья.
В 1941—1946 годах работал начальником отдела перспективных разведок треста «Золоторазведка».
С 1946 года работал в ЦНИГРИ (Москва). В 1971—1981 годах заместитель директора по научной работе.
В 1950 году защитил кандидатскую диссертацию на тему:’Теологическое строение и рудные проявления Ольга-Тетюхинского района" .
Его научные рекомендации способствовали открытию крупных месторождений золота и серебра в Приамурье, Магаданской области, на Чукотке и Камчатке.
Скончался 23 апреля 1999 года в Москве. Похоронен в семейно- родственной  могиле на Ваганьковском кладбище города  Москвы, участок 23.

## Семья
Брат — Михаил (1900—1987) — доктор технических наук, профессор, работал в ИФЗ АН СССР.
Жена (с 1934) — Елена Владимировна (в дев. Баранова), дети Алла и Михаил.

## Награды и премии
- 1945 — медаль «За доблестный труд в Великой Отечественной войне 1941-1945 гг.».
- 1946 — Сталинская премия I степени, за открытие и исследование оловорудных месторождений на Востоке и Юго-Востоке СССР, имеющих большое народнохозяйственное значение.
- 1950 — Сталинская премия II степени, за разработку и анализ металлогенической карты для геолого-поисковых работ
- 1951 — Медаль «За трудовую доблесть»
- 1967 — значок «Отличник разведки недр»
- 1969 — Медаль «В ознаменование 100-летия со дня рождения Владимира Ильича Ленина»
- 1969 — заслуженный деятель науки и техники РСФСР
- 1971 — значок «первооткрыватель месторождения», за открытие Лифудзинского оловорудного месторождения
- 1973 — орден Ленина, за исследования обеспечивающие развитие золотодобывающей промышленности на Северо-Востоке СССР
- Почётный разведчик недр.

## Членство в организациях
- 1947 — ВКП(б)